# San Giovanni Berchmans
San Giovanni Berchmans var en kyrkobyggnad i Rom, helgad åt den helige Jan Berchmans. Kyrkan var belägen vid dåvarande Via del Falcone i Rione Trevi.

## Kyrkans historia
Kyrkan uppfördes efter ritningar av arkitekten Pio Piacentini och konsekrerades år 1889. Kyrkan tillhörde Collegio Germanico-Ungarico, det vill säga det tysk-ungerska prästseminariet. Grundplanen var enskeppig i nyromansk stil. Interiören hade fresker med bibliska scener, utförda av den tyske målaren Franz Guillery.
Kyrkan revs år 1939 i samband med anläggandet av gatorna Via Barberini och Via Leonida Bissolati. Prästseminariet byggdes om och 1949 konsekrerades dess nya kyrka, San Pietro Canisio agli Orti Sallustiani.